# Амадей III Женевский
Амадей III (фр. Amédée III de Genève; 29 марта 1311 — 18 января 1367) — граф Женевы с 1320 года. Сын Гильома Женевского и Агнессы Савойской, дочери савойского графа Амадея V.
В качестве графа управлял областью Женевуа за исключением самого города Женевы, принадлежавшего епископам.
В 1325 году (7 августа) участвовал в битве при Варе на стороне дофина Гига VIII Вьеннского против Эдуарда Савойского — своего дяди. В следующем году при посредничестве императора враждующие стороны заключили мир.
В 1329 году признал себя вассалом графа Эймона Савойского. 
С 1343 по 1348 год был одним из регентов (вместе с Луи II де Во) при его малолетнем сыне Амадее VI.
В 1356 году получил от императора Карла IV право чеканить собственную монету.

## Семья
В 1334 году Амадей III женился на Матильде (Маго) Овернской, дочери графа Оверни Роберта VII. У них было большое потомство:
- Аймон III (ум. 1367) — граф Женевы
- Амадей IV (ум. 1368) — граф Женевы
- Жан — граф Женевы
- Пётр (ум. 1392) — граф Женевы
- Роберт Женевский — будущий антипапа Климент VII (1378—1394)
- Мария, 1-й муж — Жан II де Шалон-Арле (ум. 1362), 2-й муж — Гумберт VI де Туар-Виллар, их сын Умберт VII де Туар, с 1394 г. граф Женевы.
- Луиза Женевская. Муж: Гийом III де Вьен (ум. после 1435), сеньор де Сен-Жорж
- Жанна (ум. 1389), муж (1358) — Раймонд V де Бо, принц Оранский
- Иоланда, муж — Эмери VI, виконт Нарбонна
- Бланш (ум. 1420), муж (1363) — Гуго II де Шалон-Арле
- Екатерина (ум. 1407), с 1380 жена Амадея Пьемонтского, князя Ахайи
- Агнесса, монахиня.